# Сельское поселение Хилково
Сельское поселение Хилково — муниципальное образование в Красноярском районе Самарской области.
Административный центр — село Хилково.

## География
Сельское поселение расположено на преимущественно холмистой равнине.
Имеется несколько смешанных лесов, реки Хилково, Ветлянка, Кундузла, Тростянка.
Несколько мест носят исторические названия. Среди них Шаронов овраг, Горячий лес, лес Осколок, Ендова, Заводский овраг.

## Экономика
Основной вид деятельности — сельское хозяйство.
Имеется несколько КФХ и частных предприятий, занимающиеся растениводством, разведением крупного рогатого скота, свиноводством
(в начале 1990-х годов — самое крупное свиноводческое хозяйство области).
В начале 2000-х функционировали мясокомбинат, хлебопекарня.
Имеется много частных предприятий, реализующих разнообразную продукцию: пищевую, хозяйственную, мебель.
В связи с нехваткой рабочих мест большинство рабочего населения населенных пунктов, входящих в состав поселения, работают в близлежащих предприятиях.

## Административное устройство
В состав сельского поселения Хилково входят:
- село Краково,
- село Тростянка,
- село Хилково,
- посёлок Булак,
- посёлок Вулкан,
- посёлок Малиновка,
- деревня Екатериновка.